# Miss America (Marvel)
Miss America (Madeline Joyce Frank) is een superheldin uit de strips van Marvel Comics. Ze maakte haar debuut in Marvel Mystery Comics #49 (Nov. 1943), en werd bedacht door Otto Binder en Al Gabriele.

## Publicatiegeschiedenis
Toen tegen het eind van de Tweede Wereldoorlog de superhelden minder populair werden, probeerden uitgeverijen met nieuwe verhalen en personages toch hun publiek vast te houden. Om een nieuw publiek van jonge vrouwelijke lezers aan te trekken begon men met het introduceren van meer superheldinnen. Voorbeelden hiervan waren Wonder Woman, Blonde Phantom, Golden Girl, Namora, Sun Girl en Miss America.
Na twee optredens in Marvel Mystery kreeg Miss America haar eigen stripserie, Miss America Comics, begin 1944. Vanaf deel twee kreeg deze stripserie meer een tijdschriftformat. De serie liep 126 delen. In 1953 keerde de strip weer terug naar zijn oorspronkelijke formaat.

## Biografie
Madeline Joyce werd geboren in Washington, D.C.. Ze was het nichtje van radiomagnaat James Bennet. James was een sponsor van Professor Lawson, een wetenschapper die naar eigen zeggen superkrachten had gekregen via een apparaat dat door de bliksem was getroffen. Joyce knoeide in het geheim wat met dit apparaat gedurende een onweersbui, en kreeg zo zelf ook superkrachten. Ze werd bovenmenselijk sterk en kon vliegen. Ze nam de naam van Miss America aan, en begon haar carrière als held.
Ze was lid van de All-Winners Squad, waarin ze samen vocht met Captain America en Bucky, de originele Human Torch en Toro, Namor the Sub-Mariner, en de Whizzer. Rond deze tijd werd ze een van de weinige superhelden die een bril nodig had.
Miss America trouwde uiteindelijk met Robert Frank. Omdat de twee helden allebei waren blootgesteld aan radioactiviteit, werd hun eerste kind de radioactieve mutant Nuklo. Toen Joyce haar tweede kind verwachtte, stierven zowel zij als haar kind door stralingsziekte die ze had opgelopen van haar eerste kind.
In 2006 keerde Miss America even terug uit de dood voor de miniserie X-Statix Presents: Dead Girl.

## In andere media
Miss Amerca deed mee in de serie Spider-Man: The Animated Series. Ze kwam voor in de verhaallijn “Six Forgotten Warriors” uit het vijfde seizoen van deze serie.

## Andere versies
- In Amalgam Comics werd Miss America gecombineerd met Liberty Belle tot American Belle.
- Miss America stond model voor de gelijknamige heldin uit de Super Sentai-serie Battle Fever J. Deze serie was een coproductie van Toei Company en Marvel Comics.

## Bron
- Dit artikel of een eerdere versie ervan is een (gedeeltelijke) vertaling van het artikel Miss America (Marvel Comics) op de Engelstalige Wikipedia, dat onder de licentie Creative Commons Naamsvermelding/Gelijk delen valt. Zie de bewerkingsgeschiedenis aldaar.
- Don Markstein's Toonopedia: Miss America
- The Grand Comics Database: Miss America (Series) search results
- Atlas Tales: Miss America